# Achthoven (Vijfheerenlanden)
Achthoven (51° 58′ N, 5° 00′ L) é uma cidade dos Países Baixos, na província de Utrecht. Achthoven (Vijfheerenlanden) pertence ao município de Vijfheerenlanden, e está situada a 7 km, a sul de IJsselstein.
A área de Achthoven, que também inclui as partes periféricas da cidade, bem como a zona rural circundante, tem uma população estimada em 250 habitantes.